# Kostomukscha
Kostomukscha (russisch Костомукша, karelisch Koštamuš, finnisch Kostamus) ist eine Mittelstadt mit 28.436 Einwohnern (Stand 14. Oktober 2010) in der russischen Teilrepublik Karelien unweit der Grenze zu Finnland. Sie liegt ungefähr 1000 Kilometer nördlich von Sankt Petersburg sowie 400 km nordwestlich von Kareliens Hauptstadt Petrosawodsk.

## Geschichte
Kostomukscha ist einer der jüngsten Orte Kareliens. Es entstand 1977 beim Bau eines Eisenerz-Bergbaukombinats und erhielt seinen Namen nach dem nahe gelegenen Kostomukscha- bzw. Kostamus-See, dessen Hydronym (Gewässername) wiederum finno-ugrischen Ursprungs ist. Der Gründungsjahrestag Kostomukschas wird von den Einheimischen jeweils am 1. Mai gefeiert.
Den Stadtstatus erhielt die Siedlung am 25. April 1983, und ein Jahr später wurde auch das Bergbaukombinat endgültig fertiggestellt.

### Bevölkerungsentwicklung
| Jahr | Einwohner |
| ---- | --------- |
| 1979 | 04.366    |
| 1989 | 30.432    |
| 2002 | 29.746    |
| 2010 | 28.436    |
| 2020 | 29.634    |

Anmerkung: Volkszählungsdaten

## Wirtschaft und Infrastruktur

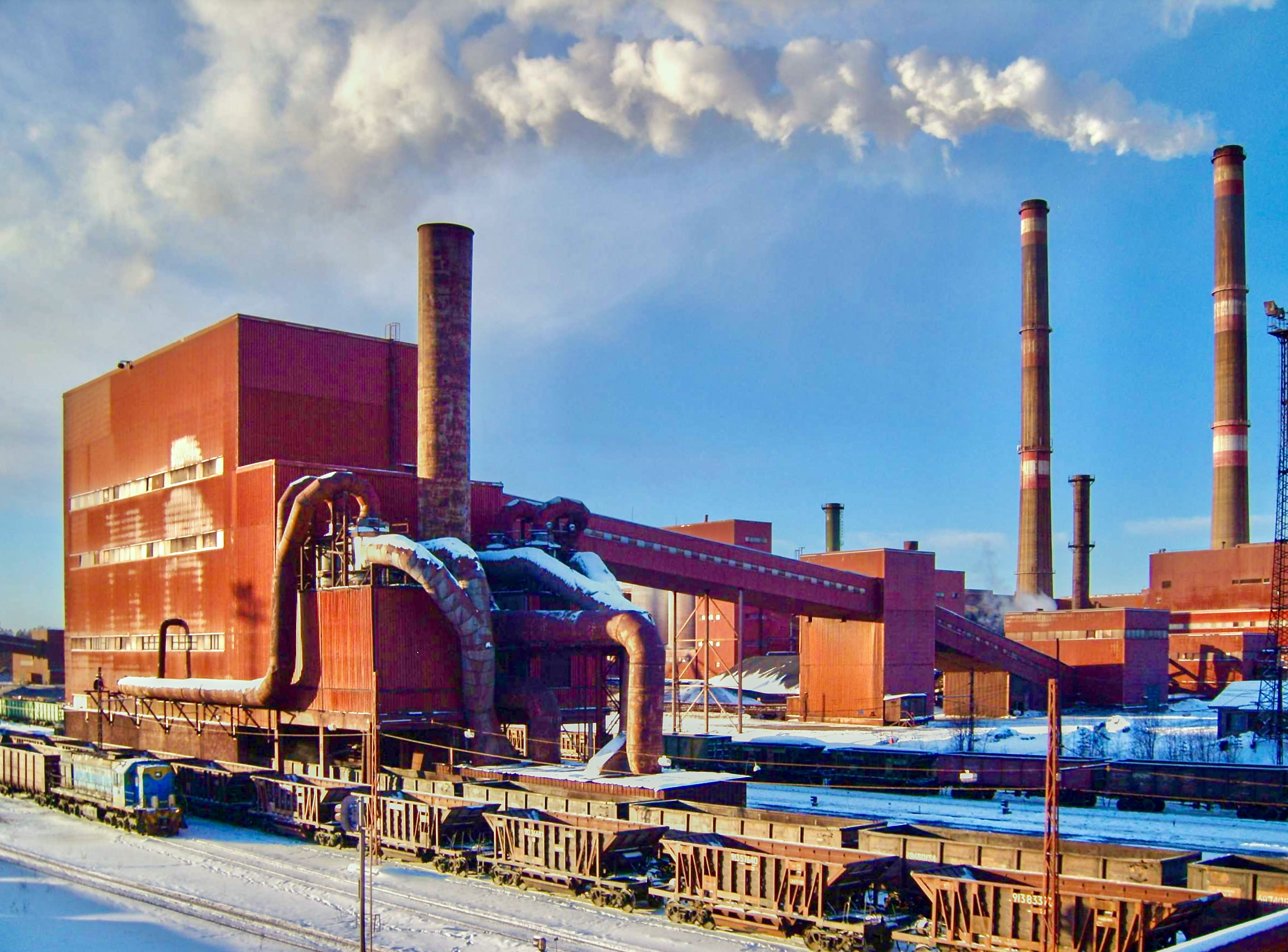
Bergbaukombinat

Das Bergbaukombinat von Kostomukscha (heute: Aktiengesellschaft Karelski Okatysch) ist bis heute der Hauptbetrieb der Stadt, in dem rund eine Hälfte der Bevölkerung beschäftigt ist. Weitere wichtige Betriebe gibt es im Bereich der Holz- und der Nahrungsmittelindustrie. Aufgrund der Nähe zu Finnland existieren mehrere Industrieprojekte in Zusammenarbeit mit ausländischen Unternehmen, darunter eine Holzfabrik mit Ikea-Beteiligung sowie ein russisch-finnisches Joint Venture zur Herstellung von Fahrzeugteilen für Volvo-Produkte.
In jüngster Zeit erlebt auch der internationale Tourismus in Kostomukscha, wie auch in anderen grenznahen Gebieten Kareliens, einen Aufschwung.
Die Stadt besitzt einen Eisenbahnanschluss an einer Nebenstrecke der Murmanbahn von Sankt Petersburg nach Murmansk. Zudem gibt es eine nur für den Güterverkehr genutzte Eisenbahnverbindung nach Finnland.

## Kultur
Im Sommer feiert die Stadt das Volksfest Den Gornjaka („Tag des Bergbauern“). Kostromukscha ist auch bekannt für sein Kammermusikfestival.

## Söhne und Töchter der Stadt
- Alexei Dmitrijewitsch Krutschinin (* 1991), Eishockeyspieler

## Städtepartnerschaften
Kostomukscha unterhält seit 1986 eine Städtepartnerschaft mit der finnischen Nachbarstadt Kuhmo. Die ist jedoch seit Frühjahr 2022 wegen des russischen Überfalls auf die Ukraine ausgesetzt.